# Палац культури і творчості (Кременчук)
Палац культури і творчості (колишній Клуб імені Івана Федоровича Котлова) — палац культури у місті Кременчуці Полтавської області. Будівля є пам'яткою архітектури.

## Розташування
Палац розташований на правому березі Дніпра, у місцевості Крюків. Адреса — вул. Приходька, 100. Поруч з будівлею знаходиться парк.

## Опис
Автор проєкту — уродженець Кременчука Ф. Мазуленко. Палац збудовано в стилі українського модерну з використанням елементів української народної архітектури. Всередині клубу є фоє, вестибюль, зал для глядачів на 800 місць з амфітеатром, балконом і клубної, де розташовувалися кімнати для гурткової роботи та бібліотека на 8 тис. томів з читальним залом. Стіни і стелі клубу розписані в національному українському стилі.
Клуб названо на честь кременчуцького комуніста-революціонера Івана Котлова (1874—1919), який в період з 1900 по 1916 роки працював малярем у Крюківських вагоноремонтних майстернях.

## Колектив
Членами колективів художньої самодіяльності клубу імені Котлова в різні часи були: Д. О. Дударєв – український радянський актор і режисер, народний артист УРСР; К. Капатський – заслужений артист УРСР; Л. М. Морозов – випускник Московської консерваторії, заслужений артист РРСФР, соліст Ленінградського театру опери і балету імені С. Кірова; В. В. Женченко – заслужений артист України, соліст Київської державної філармонії та інші.

## Історія
Прийняли рішення зводити новий клуб у колишньому саду священика Архангельського між вулицями К. Лібкнехта і Поселянскою.
Палац було побудовано в 1925—1927 роках за рішенням робітників Крюківських вагоноремонтних майстерень. Відкриття відбулось 1 травня 1927. До Другої світової війни в клубі працювала бібліотека.
Тут розміщувався один з перших робітничих клубів в Україні.
У 1940 році  клуб імені Котлова отримав звання «Опорний клуб Полтавської області».
На початку Другої світової війни в будинку клубу розташувалися евакогоспіталі. 
В листопаді 1944 року в клубі відновили роботу перші гуртки. 
У 1946 році у клубі розмістився радіовузол, для якого завком профспілки вагонобудівників придбав апаратуру.
У 1945–1947 роках у клубі розташувався Крюківський машинобудівний технікум.
У 1947 році, у зв’язку з неврожаєм та голодом, у клубі було влаштовано нічний санаторій.
В 1957 році було проведено капітальний ремонт клубу, під час якого було знято український національний орнамент зі стін і стелі. 
У 1974 році за проектом архітектора А. Д. А. Д. Вишинського було здійснено реконструкцію будинку клубу.
У 2017 році Палац культури імені І. Ф. Котлова отримав назву Палац культури і творчості.
У грудні 2024 року з фронтону будинку Палацу культури і творчості було демонтовано напис стосовно імені комуніста-революціонера Котлова.

## Культурне значення
Будівля палацу є історичною та культурною пам'яткою унікальної архітектури. Його статус регламентує Постанова Кабміну від 3 вересня 2009 року «Про занесення об'єктів культурної спадщини національного значення до Державного реєстру нерухомих пам'яток України».
Станом на 2005 рік у Палаці діяли такі гуртки для дітей:
- Народний ансамбль бального танцю «Астра»;
- Дитячий ансамбль народного танцю «Цвіт калини»;
- Дитячий ансамбль естрадного танцю.